# BYD K series
O BYD K-series (às vezes chamado apenas de BYD ebus ou ônibus elétrico BYD) é uma linha de ônibus elétricos a bateria fabricados pelo fabricante chinês BYD. Estes ônibus são alimentados por baterias de fosfato de ferro-lítio desenvolvidas pela própria empresa. Eles apresentam um alcance operacional típico de 250 quilômetros (160 milhas) por carga em condições de estrada urbana.

## História e desenvolvimento

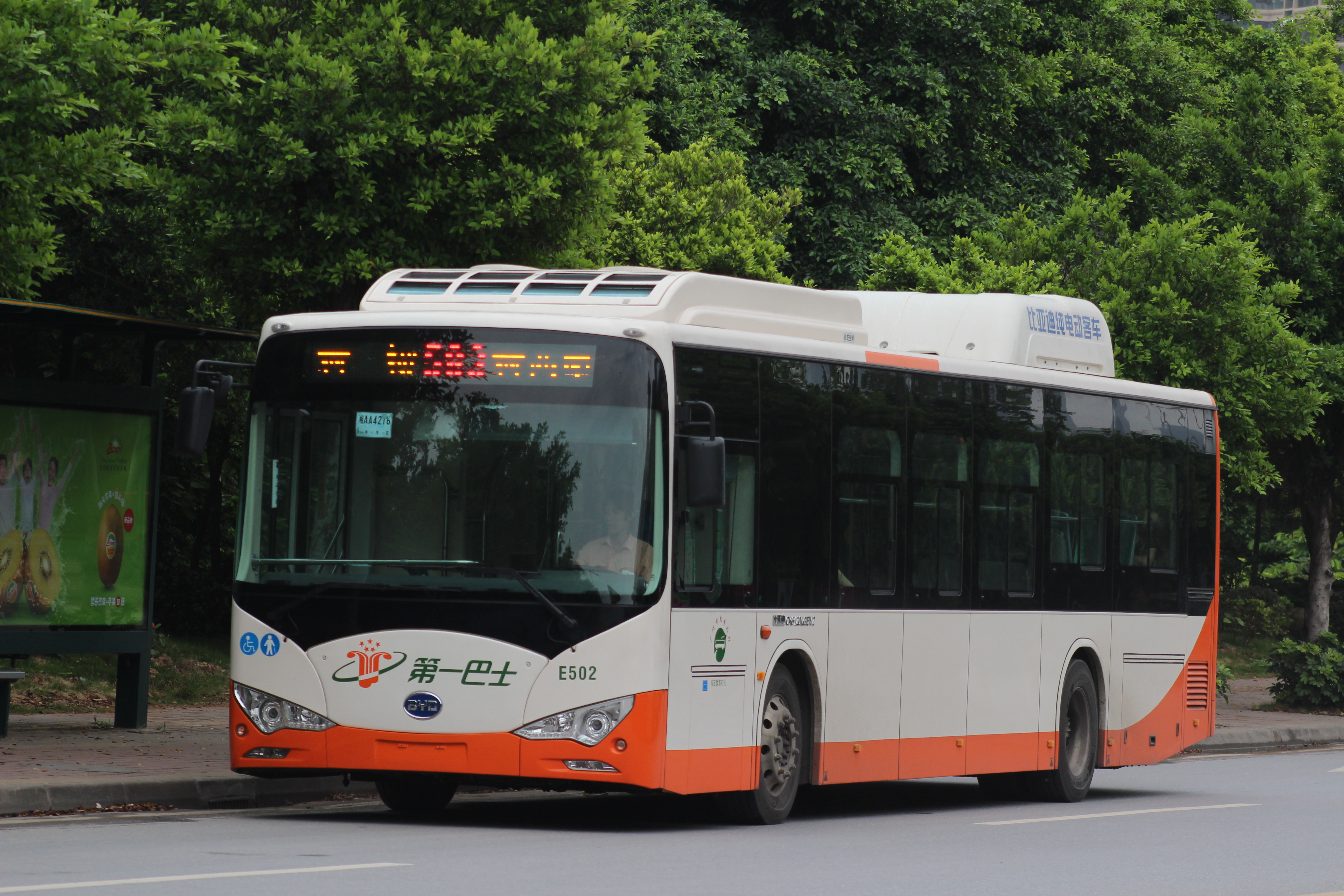
O BYD K9A Bus está a funcionar na Linha 583 do Guangzhou Trolley Bus

### História e Desenvolvimento
O primeiro ônibus elétrico da série BYD K foi fabricado em 30 de setembro de 2010, na cidade de Changsha, na província de Hunan. Anteriormente, a BYD havia produzido modelos de veículos elétricos como o F3DM, F6DM e e6. O modelo K9 possui um comprimento de 12 metros e um peso de 18 toneladas, com um interior de piso baixo. O preço estimado é de 2 a 3 milhões de yuans (aproximadamente S$395.000 a S$592.600).
Os ônibus da série K foram vendidos para operadores na China continental, Índia, Japão, Hong Kong, Estados Unidos, Colômbia, Chile, Espanha, Países Baixos, Dinamarca, Aruba e Singapura.
A empresa expandiu sua base de produção em Tianjin, China, no final de julho de 2012, e planeja fabricar também no Brasil e em Windsor, Canadá. A BYD construiu e opera uma fábrica de ônibus elétricos em Lancaster, Califórnia, EUA, que iniciou a produção em outubro de 2013. Em dezembro de 2014, outra planta de fabricação começou a operar em Dalian, Liaoning, China.

### Especificações
Os números dos modelos BYD (por exemplo, K9) são compostos pela letra "K" (designando "ônibus de transporte") e um número (indicando o comprimento nominal; números maiores indicam ônibus mais longos).
Vários sufixos de letras foram aplicados, incluindo:
M: Mercado norte-americano
R: Direção à direita
S: Ônibus de dois andares
ER: Alcance Estendido
| Modelo | Comprimento                 | Assentos (máx.) | Potência          | Torque                    | Capacidade da Bateria | Alcance (máx.)  |
| ------ | --------------------------- | --------------- | ----------------- | ------------------------- | --------------------- | --------------- |
| K5     | 6 m (20 ft)                 | 11–17+1         | -                 | -                         | 97 kWh                | 210 km (130 mi) |
| K6     | 6.5 m (21 ft)               | 11–21+1         | -                 | -                         | 144 kWh               | 265 km (165 mi) |
| K7     | 8.5 m (30 ft)               | 13–26+1         | 2×90 kW (120 hp)  | 2×400 N⋅m (300 lb⋅ft)     | 215 kWh               | 254 km (158 mi) |
| K8     | 10.5 m (35 ft)              | 20–39+1         | 2×150 kW (200 hp) | 2×550 N⋅m (410 lb⋅ft)     | 391 kWh               | 315 km (196 mi) |
| K8S    | 10.5 m (35 ft, double deck) |                 |                   |                           |                       |                 |
| K9     | 12 m (40 ft)                | 23–44+1         | -                 | -                         | 313 kWh               | 253 km (157 mi) |
| K10    | 14 m (45 ft)                | 13+1            | ?                 | -                         | 292 kWh               | ?               |
| K11    | 18 m (60 ft, art.)          | 55+1            | 2×180 kW (240 hp) | 2×1,500 N⋅m (1,100 lb⋅ft) | 578 kWh               | 311 km (193 mi) |

### Bateria e Trem de Força
Os ônibus da série K são movidos por baterias de LiFePO4 desenvolvidas pela BYD, que também são aplicadas no BYD e6, BYD DESS e outros produtos de armazenamento de energia. A BYD afirma que os materiais químicos contidos na bateria podem ser reciclados sem a presença de toxinas. As capacidades das baterias variam de aproximadamente 100 a 600 kWh, dependendo do eixo de tração e do tamanho do ônibus. Em testes realizados em Altoona para o mercado dos Estados Unidos, o consumo e a autonomia foram de 1,36 kWh/mi e 173,62 km (107,88 mi) para o K7, 1,74–2,45 kWh/mi e 280 a 394 km (174 a 245 mi), dependendo do ciclo operacional, para o K8M com bateria de 435 kWh e eixo de 2×150 kW (200 hp), 1,99 kWh/mi e 208 km (129 mi) para o K9 com bateria de 324 kWh e eixo de 2×90 kW (120 hp), e 2,09 a 3,74 kWh/mi e 254 a 455 km (158 a 283 mi), dependendo do ciclo operacional, para o K11M com bateria de 578 kWh e eixo de 2×150 kW (200 hp).
O trem de força utiliza um motor em cubo e engrenagem de redução para cada roda do eixo de tração. São oferecidos pelo menos três eixos distintos:
- 2×90 kW (120 hp) e 2×400 N⋅m (300 lbf⋅ft) (K7, K8, K9)
- 2×150 kW (200 hp) e 2×550 N⋅m (410 lbf⋅ft) (K8, K9)
- 2×180 kW (240 hp) e 2×1.500 N⋅m (1.100 lbf⋅ft) (K9, K11)

Painéis solares fixados no veículo foram uma vez relatados como suplementares às baterias embarcadas. Eles foram incluídos em unidades de demonstração, mas não nas unidades vendidas comercialmente.

### Segurança
As características de segurança incluem uma estrutura de corpo unificado, freios a disco em todas as rodas, ABS+ASR, um acesso facilitado com um único degrau e placas especiais para acesso de cadeiras de rodas e área interna sem degraus.

### Design da Carroceria e Interior
A carroceria está disponível nas cores prata, amarela ou verde (para diferentes mercados). Na versão prata, o para-brisa frontal ocupa dois terços da frente do ônibus para máxima visibilidade. O interior inclui assentos de couro ajustáveis para o motorista e assentos de couro vermelho e preto para os passageiros. As baterias estão localizadas na parte traseira do veículo, em ambos os lados, dentro das duas cabines.

### Custos
A BYD calcula que um ônibus elétrico BYD economiza cerca de 190.000 dólares em custos de energia ao longo de 8 anos. Em 2012, o preço de um ônibus elétrico BYD era de 380.000 euros, 100.000 euros a mais do que um ônibus a diesel comparável.

### Avaliações e Comparações
Para qualificar-se para subsídios federais nos Estados Unidos, os ônibus de trânsito pesados devem ser montados domesticamente (sob as exigências do "Buy America Act") e passar por testes de durabilidade equivalentes a um período acelerado de 12 anos no Pennsylvania Transportation Institute em Altoona, Pensilvânia. Para atender a esses requisitos, a BYD abriu uma fábrica de produção de ônibus em Lancaster, Califórnia, em 2013. Os ônibus K7 (2017), K8 (2021), K9 (2014) e K11 (2020) foram testados em Altoona.
Além disso, o LADOT e o Long Beach Transit realizaram testes comparativos de longo prazo entre os ônibus elétricos BYD e ônibus de tamanho semelhante movidos a gás natural comprimido. Em geral, os ônibus elétricos foram mais eficientes do que os ônibus a gás natural, com consumo de energia medido em aproximadamente 1,12–1,13 kWh/km; 4,0–4,1 MJ/km (1,81–1,82 kWh/mi), equivalente a 20,7 mpg‑e (163 kWh/100 mi) (equivalente a galão de diesel). O consumo dos ônibus a gás natural foi medido em equivalente a 9,67 kWh/km; 34,8 MJ/km (15,56 kWh/mi) ou 3,49 mpg‑e (970 kWh/100 mi) (equivalente a galão de diesel). Observou-se que o consumo aumentou durante os meses de verão, presumivelmente devido ao uso dos sistemas de ar condicionado. Além disso, os ônibus elétricos foram menos confiáveis, sendo retirados de serviço com mais frequência do que os ônibus a gás natural e exigindo mais chamadas na estrada em uma distância percorrida mais curta; a distância média entre chamadas na estrada para a frota de avaliação BYD de Long Beach foi de 6.830 km (4.244 mi), em comparação com 24.169 km (15.018 mi) para a frota de ônibus a gás natural.

### Políticas
Em uma conferência de imprensa em Pequim, em 4 de novembro de 2012, a BYD anunciou a iniciativa "Zero custo de compra de veículo, Zero custos, Zero emissões" para promover a venda de seus modelos e6 e K9. A iniciativa é apoiada financeiramente pelo Banco de Desenvolvimento da China, com um fundo totalizando mais de 30 bilhões de RMB (4,6 bilhões de USD), e permite que os compradores financiem 100% do preço de compra sem entrada, pagando uma taxa de arrendamento que efetivamente custa menos do que as despesas operacionais mensais regulares.
Sob o esquema, disponível na China, operadores de transporte público podem escolher o modelo de propriedade entre três opções diferentes:
- Arrendamento Financeiro: Empresa de Financiamento – Ciclo operacional completo (por exemplo, 5 anos). Durante o período de arrendamento, a organização financeira é proprietária do veículo. A empresa de táxi paga o arrendamento em parcelas. Após o término do período de arrendamento, a empresa de táxi torna-se proprietária do veículo.
- Arrendamento Operacional: Empresa de arrendamento de veículos terceirizada – Ciclo operacional completo (por exemplo, 5 anos) ou um período mais curto (por exemplo, 1 ano). Durante o período de arrendamento e posteriormente, a empresa de arrendamento de veículos é proprietária do veículo. A empresa de táxi e a empresa de arrendamento de veículos assinam um contrato de arrendamento operacional.
- Crédito do Comprador: A Empresa de Táxi – A empresa de táxi é proprietária do veículo e paga parcelas mensais à instituição financeira.

A empresa explicou o conceito de "Zero Custos" comparando o custo de operação de um táxi convencional em Shenzhen ao seu táxi totalmente elétrico. Constatou-se que, se o carro rodar por 5 anos e o total economizado ao longo de 5 anos for descontado do custo mais alto do veículo e dos juros de múltiplos pagamentos, pode-se economizar 326.400 RMB. A empresa também afirmou que, se uma distância suficiente for percorrida, "o pagamento do veículo será totalmente compensado". A BYD também promoveu o recurso "Zero Emissão" de seus veículos de energia renovável, afirmando que um táxi elétrico e6 economiza 14.120 litros de combustível por ano, com 32 toneladas a menos de emissões de CO2, e que "169 milhões de litros de combustível poderiam ser economizados, com uma redução de 38,62 milhões de toneladas de CO2 por ano" se todos os táxis chineses fossem substituídos por veículos elétricos.

### Implantação Global

#### Mundial
Em 2011 e 2012, a BYD recebeu pedidos de mais de 1.200 unidades. Mais de 200 K9 em operação em Shenzhen haviam acumulado mais de 9.216.000 km até o final de agosto de 2012.
Em 2015, a BYD vendeu cerca de 6.000 desses ônibus em todo o mundo. A BYD se tornou líder mundial na venda de veículos elétricos em 2015.

#### China Continental
200 unidades foram entregues ao sistema de transporte público de Shenzhen para servir à Universíade 2011 em agosto de 2011 e permanecem como parte do sistema de transporte da cidade. Esta frota de ônibus elétricos (a maior do mundo) havia acumulado mais de 9.216.000 km até o final de agosto de 2012. Em 2017, a frota havia aumentado para 780, cobrindo mais de 106.000.000 km.
- 2 ônibus começaram o serviço experimental em Changsha, com 100 unidades adicionais previstas para entrar em operação em 2012. A instalação da BYD em Changsha deveria produzir 20.000 veículos de passageiros e 400 ônibus totalmente elétricos, aumentando para 3.000 ônibus elétricos e 100.000 veículos de passageiros em 2013.
- 3 K9 começaram o serviço em Shaoguan, na província de Guangdong, em 2013, como parte da frota da cidade de ônibus elétricos.
- A cidade de Xi'an na província de Shaanxi recebeu 10 ônibus K9 com 55 K9 planejados para a frota, enquanto Haikou na província de Hainan teve a entrega de seus primeiros ônibus elétricos K9 em junho de 2013.
- Em 2012, a BYD também estabeleceu uma joint venture com a Tianjin Public Transportation Group Ltd (TPTG), e abriu uma fábrica de produção K9 em Tianjin em 2012, projetada para produzir 1.000 ônibus elétricos por ano.

#### América do Norte
Os ônibus BYD foram introduzidos no mercado norte-americano em 2011. A empresa forneceu ônibus elétricos para o Los Angeles Metro a partir de 2015. No entanto, as análises na cidade de Denver e Toronto mostraram resultados variados quanto à confiabilidade e desempenho. Entre as implantações notáveis estão o campus da Universidade da Califórnia, Irvine, e a Rede de Transporte de Anaheim.

#### América do Sul
A BYD expandiu sua presença na América do Sul com operações no Chile, Brasil, Uruguai e Colômbia. A empresa entregou mais de 100 ônibus elétricos a Santiago em 2018 e 20 unidades K9 a Montevidéu em 2020.

#### Ásia-Pacífico
A BYD opera em vários países da região Ásia-Pacífico, incluindo Hong Kong, Índia, Malásia, Tailândia, Filipinas, Japão e Singapura. Entre os destacáveis estão a frota em Hong Kong, testes em Bangalore e a introdução de ônibus elétricos em Kyoto e Cingapura.

Essas ações evidenciam o compromisso da BYD com a expansão global da tecnologia de ônibus elétricos, atendendo às diversas demandas regionais e requisitos regulatórios.

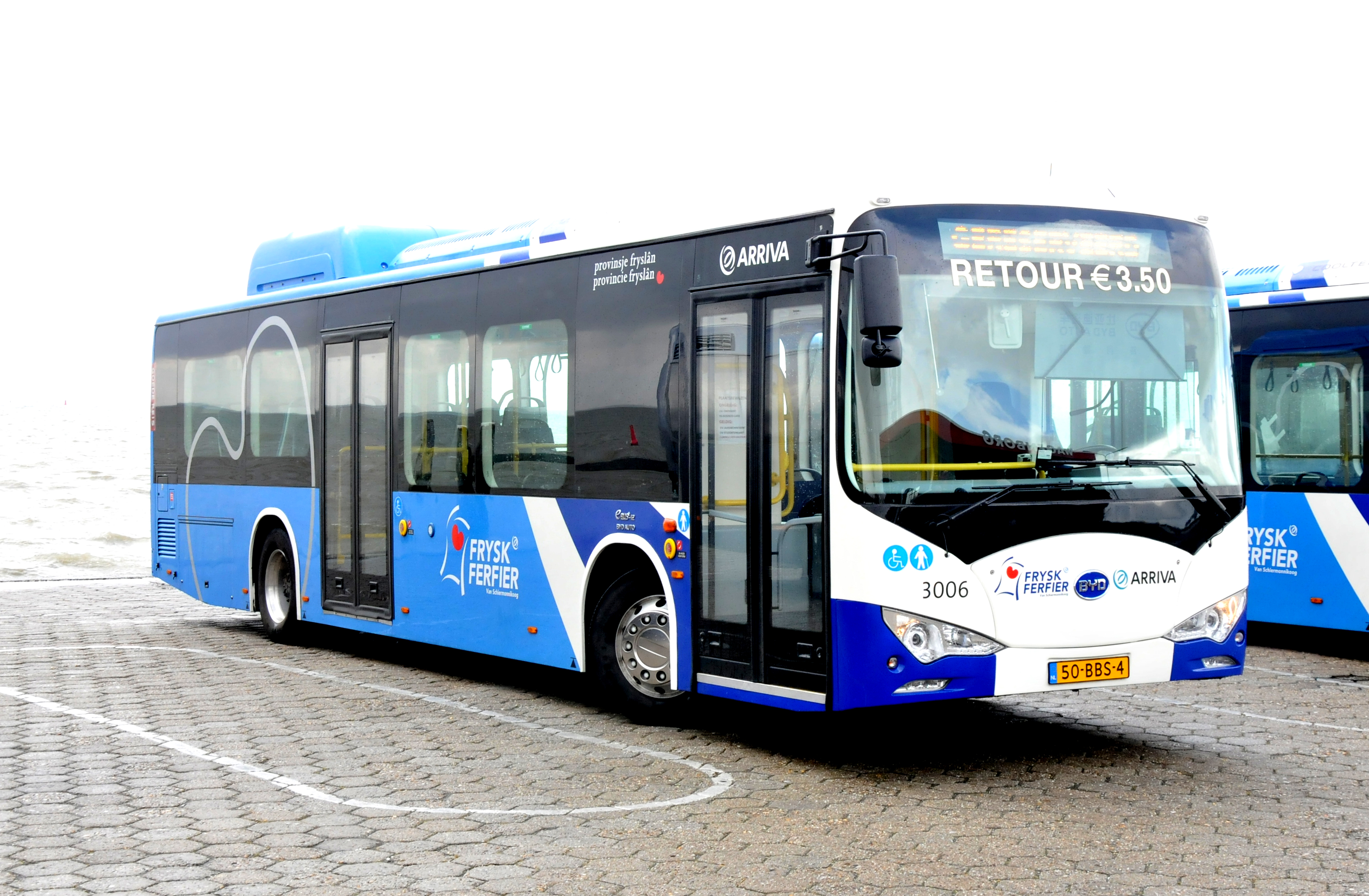
Autóbico elétrico BYD na ilha deSchiermonnikoog .
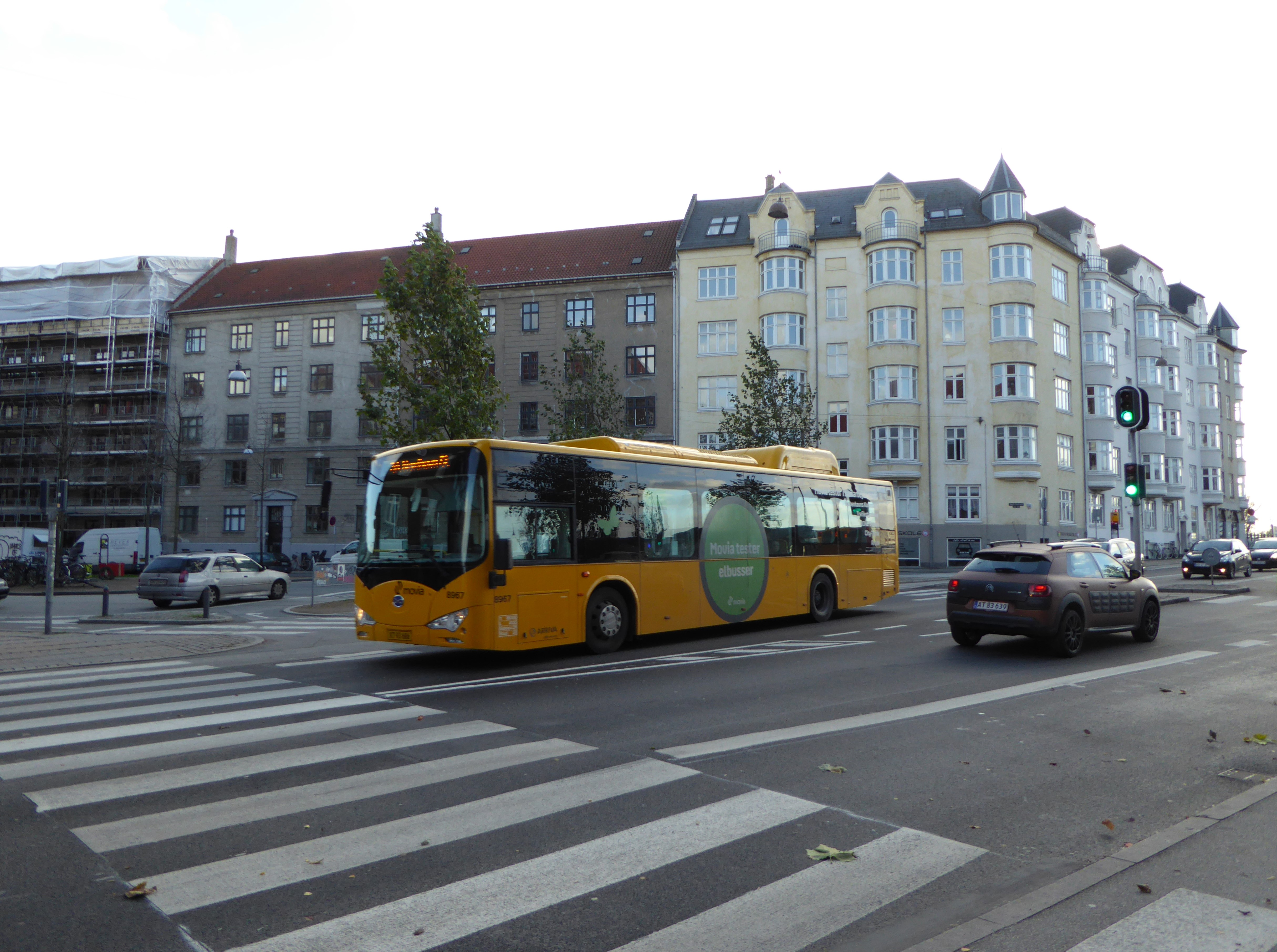
Linha de ônibus Movia 3A em Enghavevej, no Boulevard Sønder, em Vesterbro, emCopenhague .
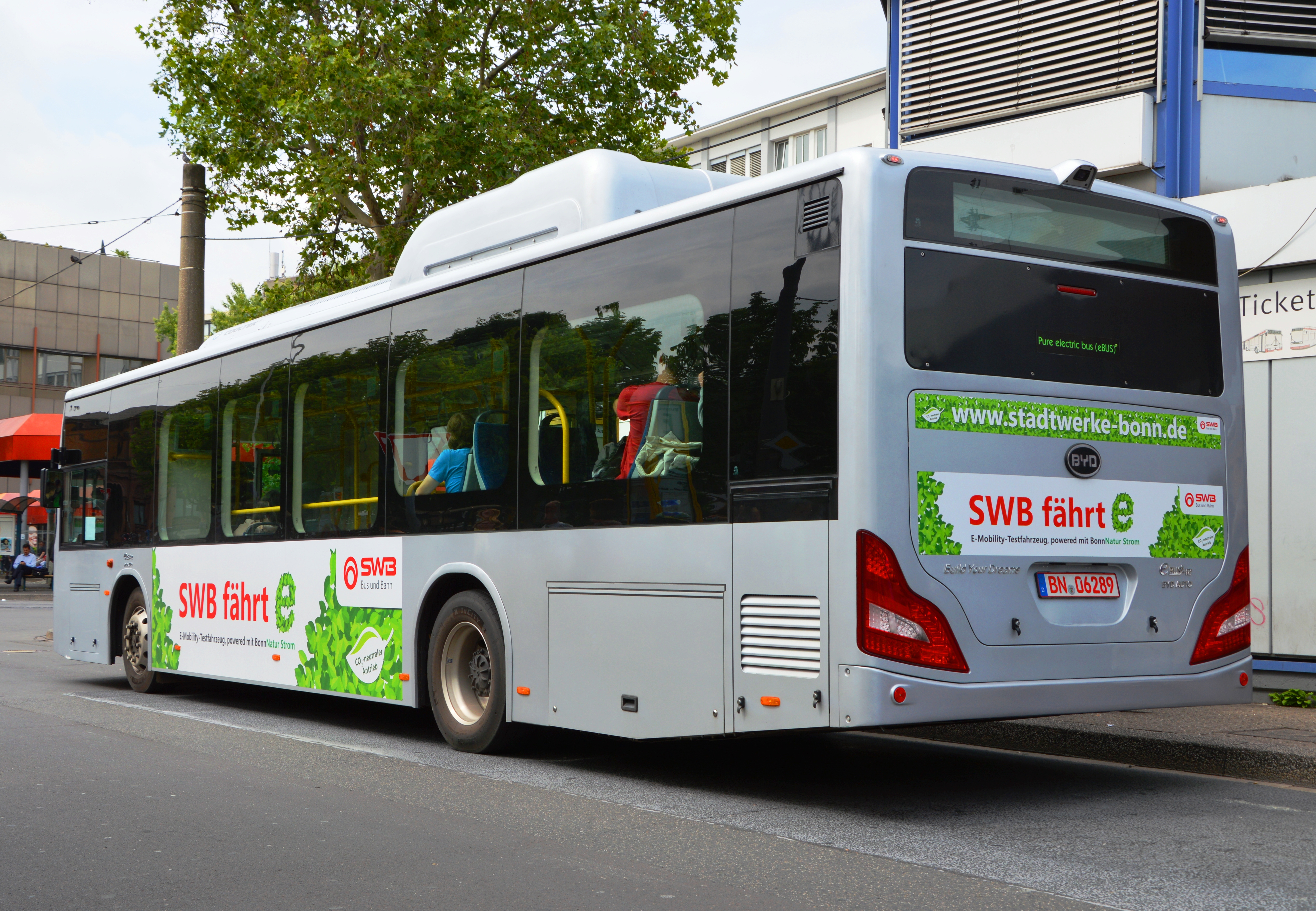
Veículo de ensaio de ônibus elétricos BYD emBonn, Alemanha
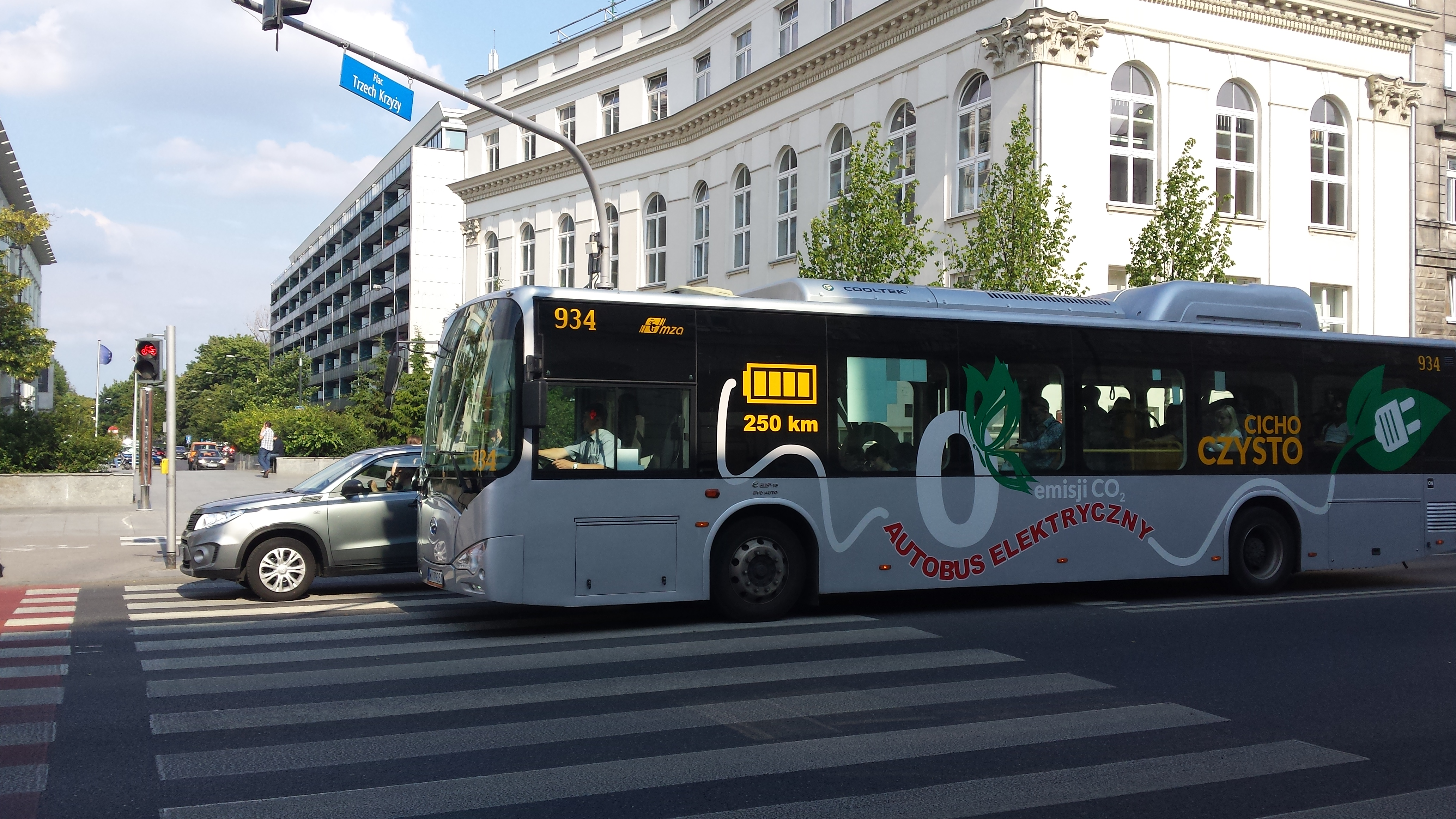
O ônibus BYD entraVarsóviana Avenida Ujazdowskie
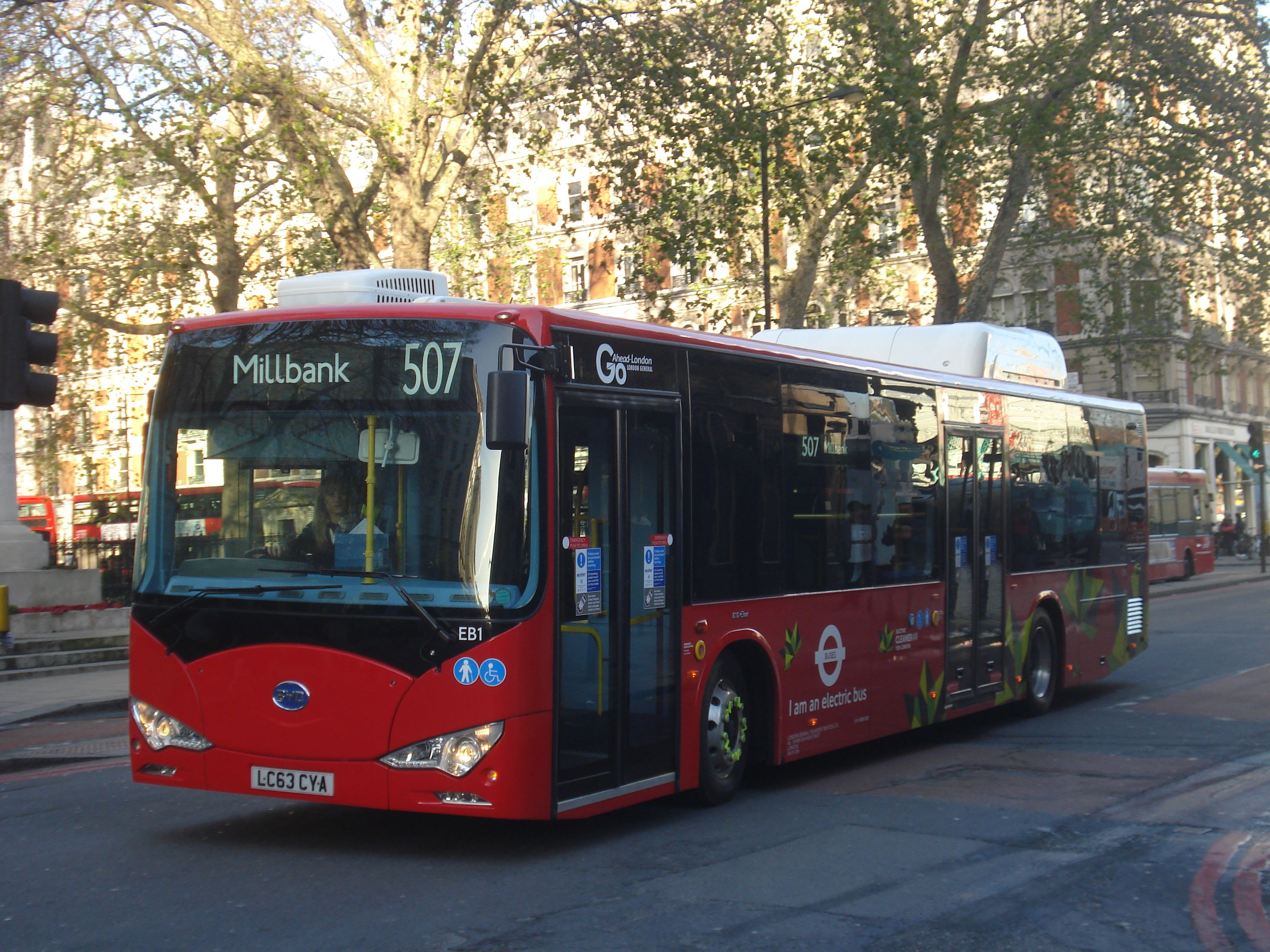
Londres GeneralAutobús elétrico BYD em Victoria .
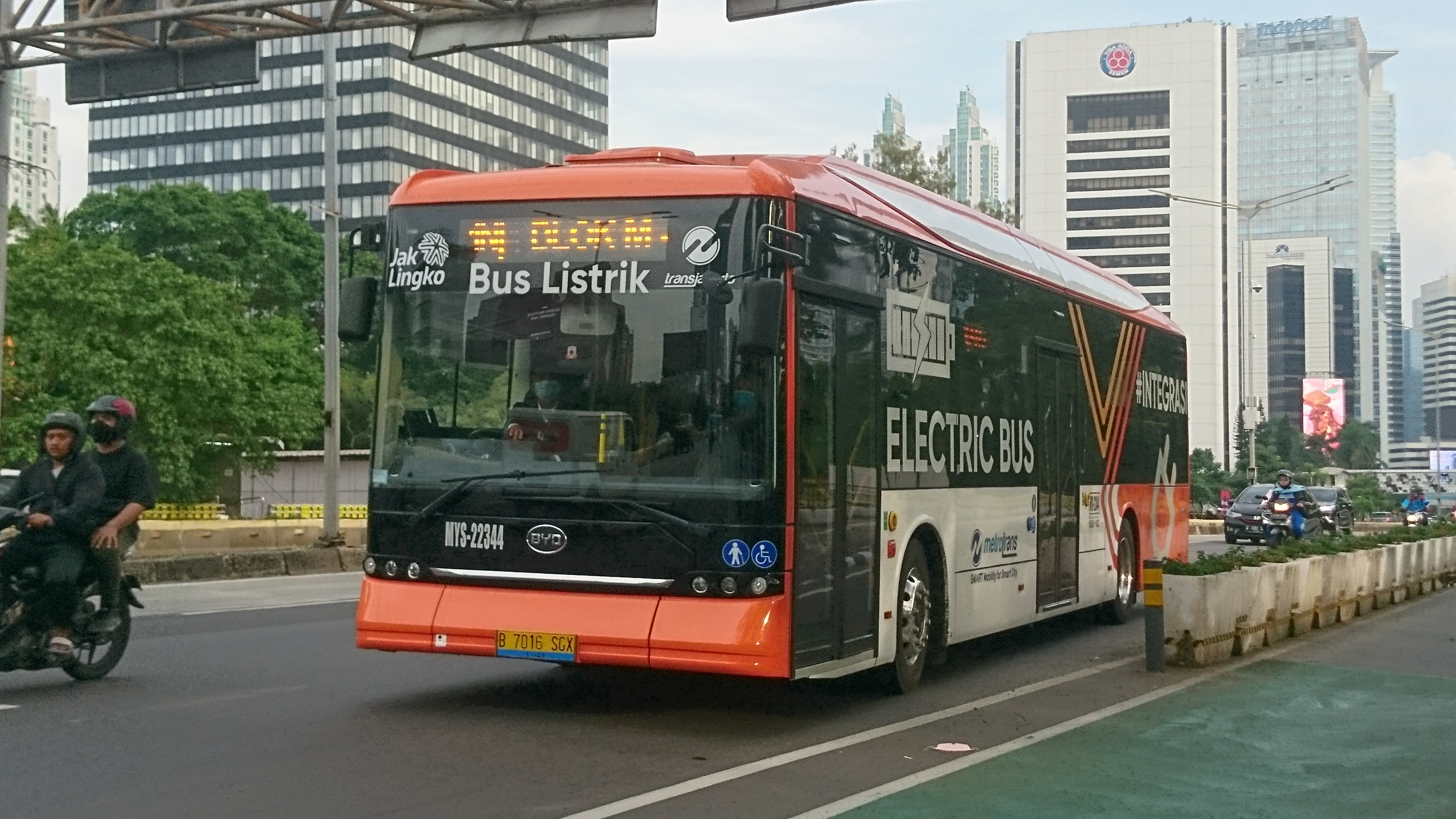
TransJakarta BYD B12 em Central Jacarta
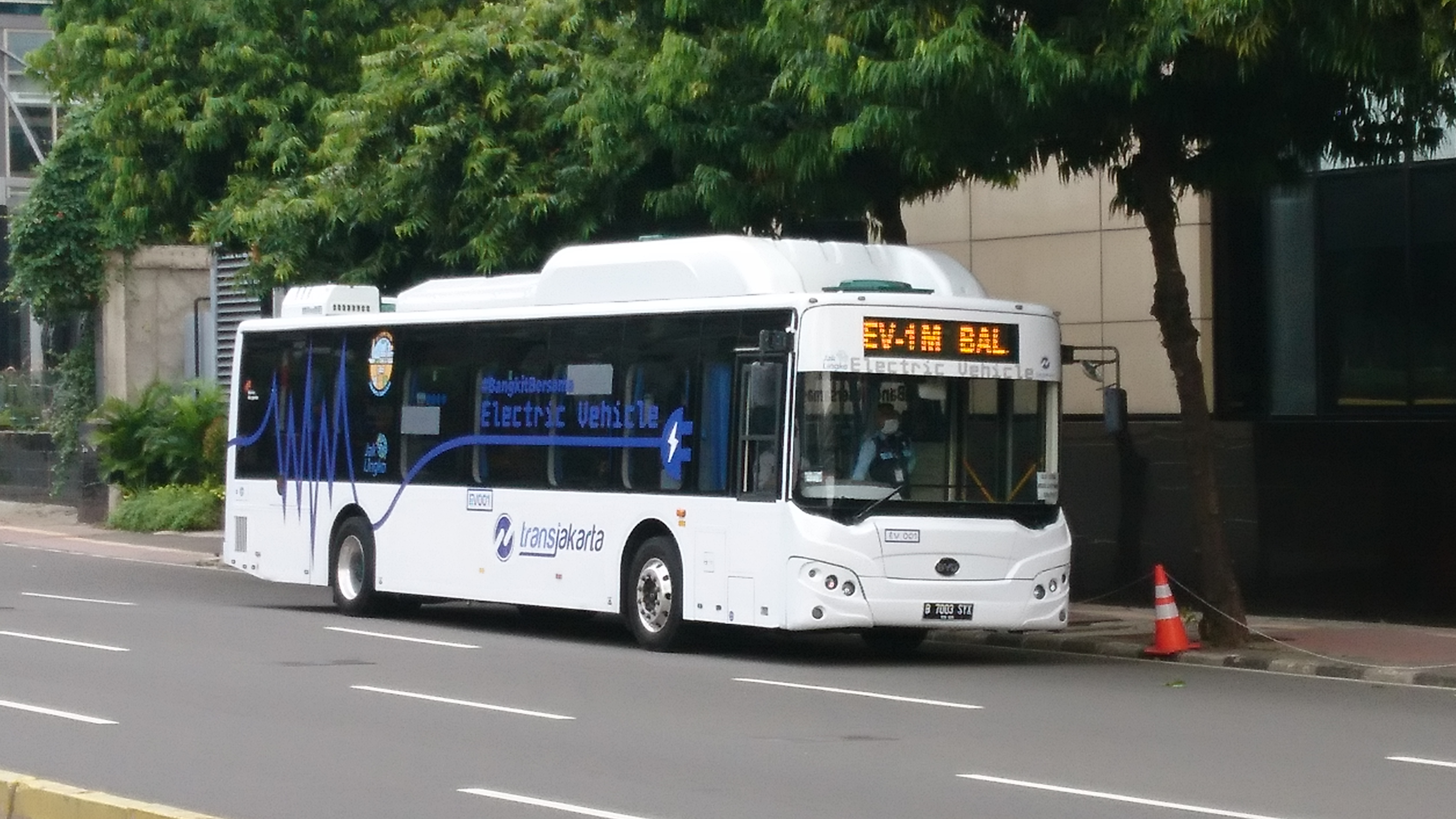
TransJakartaO autocarro elétrico da BYD.